# V bílém městě
V bílém městě (ve francouzském originále Dans la ville blanche) je švýcarsko-portugalský film z roku 1983, který natočil režisér Alain Tanner podle vlastního scénáře. Byl uveden na 33. ročníku Berlínského mezinárodního filmového festivalu. Získal Césara za nejlepší francouzsky mluvený zahraniční film (kategorie vznikla toho roku a o další dva ročníky později zanikla) a byl navržen na Oscara za nejlepší cizojazyčný film, ale do užší nominace se nedostal. Sleduje Paula (Bruno Ganz), švýcarského mechanika z ropného tankeru, který vystoupí v Lisabonu z lodi a usadí se v malém hotelu. Na cestách natáčí 8mm filmy a spolu s dopisy je posílá své přítelkyni Élise do Švýcarska. V baru v Lisabonu se seznamuje se servírkou Rosou, se kterou se sbližuje. Film je výtvarně výrazně poetizující, jednu z hlavních úloh v něm hraje prostředí města Lisabonu a diatonické jazzové improvizace. Redukuje na minimum zápletku a namísto ní staví zachycení vnitřního vývoje postavy.